# Alexander First Nation
Alexander First Nation (broj bande je 438), jedno od Cree plemena naseljeno danas na rezervatima oko 75 kilometara sjeverozapadno od Edmontona, Alberta. Banda je ime uzela po poglavici Katstaweskum, koji se pokrstio pod imenom Alexandre.
Imaju 3 rezerve: Alexander 134, Alexander 134A i Alexander 134B. Populacija: 1570. Članovi Yellowhead Tribal Development Foundationa, u kojoj su još Alexis Nakota Sioux Nation, Enoch Cree Nation #440, O'Chiese, Sunchild First Nation.